# Бёли, Арнольд
Арнольд Бёли (нем. Arnold Bögli, 30 мая 1898 — неизвестно) — швейцарский борец вольного стиля, серебряный призёр Олимпийских игр.

## Биография
На Летних Олимпийских играх 1928 года в Амстердаме боролся в весовой категории до 87 килограммов (полутяжёлый вес). На этих играх был введён регламент, в соответствии с которым борец получал в схватках штрафные баллы. Набравший 5 штрафных баллов спортсмен выбывал из турнира. Турнир проводился по системе Бергваля. В полутяжёлом весе борьбу вели всего 7 борцов.
Арнольд Бёли в полуфинале потерпел поражение от будущего чемпиона Туре Шёстедта. В соответствии с принятой на турнире системой, выбыл в турнир за второе место. Там Бёли победил второго финалиста Хейвуда Эдвардса и стал серебряным призёром игр. 
См. таблицу турнира